# Instructables
Instructables est un site web qui se spécialise dans les projets DIY (Do it yourself) créés et téléchargés par les membres du site, lesquels sont ensuite commentés et notés par les autres membres. Il a été créé par Eric Wilhelm, un ingénieur mécanique, et a été lancé en août 2005. Les utilisateurs publient les instructions à leurs projets, lesquelles sont souvent accompagnées de supports visuels, et interagissent avec les autres membres aussi bien dans la section commentaires à chaque étape du projet que dans les forums voués à cet effet.

## Histoire
Pendant qu'ils étaient membres du Media Lab au Massachusetts Institute of Technology (MIT), Wilhelm et Saul Grififth fondèrent Squid Labs, une compagnie de technologie et d'ingénierie spécialisée dans le design et dans la consultation. Instructables a commencé comme un projet interne de Squid Labs, qui a depuis a été transformé en compagnie indépendante par Wilhelm. Il en est le chef de la direction et contribue régulièrement au site.
Une version prototype du site, comportant les contenues initiaux électronique, cuisine, kitesurf, et projets bicyclette, fut lancée en août 2005 à la conférence Foo Camp, un évènement hacker annuel, organisé par Tim O'Reilly.
Le contenu original du site mettait l'accent principalement sur des projets concernant la construction d'objets électroniques ou mécaniques servant à résoudre des problèmes communs dans la maisonnée. Les horizons du projet se sont élargis pour inclure une plus grande sélection de catégories, incluant Nourriture, intérieure, extérieure, Technologie et Atelier. Certaines catégories commanditées sont souvent ajoutées pour que des compagnies puissent faire de la publicité sur un sujet spécifique sur le site.
Le site permet le téléchargement de photos, diagrammes, vidéos et animations pour expliquer de façon claire et compréhensible des terminologies et des mécanismes complexes.
Instructables emploie un personnel à temps plein, et aussi un groupe de volontaires, qui publient des articles bien documentés, accueille les nouveaux membres, et aide les membres sur tout le site.
Le premier août 2011, Autodesk a annoncé l'acquisition d'Instructables.

## Communauté
Une fois qu'ils sont enregistrés, les membres ont la possibilité de publier étape par étape les projets qu'ils veulent partager en ligne. Ces projets sont écrits de telle sorte qu'ils permettent facilement aux autres membres de les reproduire, et de les partager avec le reste de la communauté. Les membres peuvent aussi télécharger des vidéos et des diaporamas exposant leurs projets qu'ils n'ont pas documentés.
Des concours sont organisés tous les mois, chacun avec sa catégorie unique. Normalement, les personnes votent pour le projet qu'ils croient de bonne qualité, et des prix sont offerts aux lauréats de chaque concours. Certains concours sont commandités et permettent généralement d'offrir aux gagnants des tee-shirts ou des autocollants, mais très souvent aussi des prix spéciaux, comme une imprimante 3D, en fonction du commanditaire.

## Dans les médias
Instructables a fait l'objet d'articles dans Make Magazine, The Village Voice, Popular Science, The Daily Telegraph, et PC World (magazine). Il a aussi été cité à l'antenne de la National Public Radio, principal réseau de radiodiffusion non commercial et de service public des États-Unis.

## Membres Pro
En juin 2009, Instructable a introduit les membres « Pro » pour un montant de 2 $ à 4 $ par mois. L'introduction des membres Pro est rapidement devenue controversée puisque certaines fonctionnalités du site sont devenues restreintes aux membres non pro tandis que quelques nouvelles fonctionnalités ont été exclusivement mises à la disposition des membres Pro.